# 布伊 (科斯特罗马州)
58°29′N 41°32′E / 58.483°N 41.533°E
布伊 （俄语：Буй）是俄羅斯科斯特羅馬州西部的一個城市，位於科斯特羅馬河畔，北距科斯特羅馬103公里。2002年人口27,392人。
沙俄在1536年建立了堡壘，1778年設市。